# Japan Soccer League 1971
La stagione 1971 è stata la settima edizione della Japan Soccer League, massimo livello del campionato giapponese di calcio.

## Avvenimenti

### Antefatti
Continuarono i riassetti societari dei club, con l'Hitachi Head Office che cambiò il nome in Hitachi: per quanto riguarda i regolamenti non vi fu invece nessuna modifica.

### Il campionato
La prima giornata del campionato fu disputata il 4 aprile 1971: al ritorno al vertice del Nippon Steel rispose lo Yanmar Diesel che, trascinato dall'accoppiata Kamamoto-Yoshimura, arrivò all'ultima gara del girone di andata (disputata il 23 maggio) con due punti di vantaggio sui rivali. Nel girone di ritorno (disputatosi tra il 17 ottobre e il 5 dicembre) le avversarie calarono il ritmo e solo il Mitsubishi Heavy Industries tentò un avvicinamento: ottenendo sette risultati utili consecutive lo Yanmar Diesel vinse, in anticipo sulla conclusione del torneo, il suo primo titolo nazionale.
Non riservò particolari sussulti la corsa per i posti validi per la qualificazione in Coppa dell'Imperatore, con il Furukawa Electric mai in grado di entrare in gara. Nelle parti più basse della classifica, nel girone di ritorno il Nippon Kokan si lasciò sorpassare dal blasonato Toyo Kogyo: nello spareggio contro il Tanabe Pharma la squadra evitò il declassamento sfruttando la regola che, in caso di parità, stabilisce la permanenza nelle serie da cui provengono le due contendenti al playoff. Chiuse la classifica il Nagoya Bank, capace di ottenere solo tre pareggi lungo l'arco del campionato: in seguito alla sconfitta nel playoff contro il Towa Real Estate la squadra decise di annullare l'iscrizione alla Japan Soccer League cessando ogni attività agonistica.

## Squadre

### Profili
| Club partecipanti | Club partecipanti | Città      | Stagione 1970                                        |
| ----------------- | ----------------- | ---------- | ---------------------------------------------------- |
| Furukawa Electric | dettagli          | Ichihara   | 5° in Japan Soccer League                            |
| Hitachi           | dettagli          | Koganei    | 3° in Japan Soccer League (come Hitachi Head Office) |
| Mitsubishi HI     | dettagli          | Urawa      | 2° in Japan Soccer League                            |
| Nagoya Bank       | dettagli          | Nagoya     | 8° in Japan Soccer League                            |
| Nippon Kokan      | dettagli          | Kawasaki   | 7° in Japan Soccer League                            |
| Nippon Steel      | dettagli          | Kitakyūshū | 6° in Japan Soccer League                            |
| Toyo Kogyo        | dettagli          | Hiroshima  | Campione del Giappone                                |
| Yanmar Diesel     | dettagli          | Osaka      | 4° in Japan Soccer League                            |

### Allenatori
| Club              | Allenatore         |
| ----------------- | ------------------ |
| Furukawa Electric | Hiroshi Ogawa      |
| Hitachi           | Hidetoki Takahashi |
| Mitsubishi HI     | Hiroshi Ninomiya   |
| Nagoya Bank       | Ken Okubo          |
| Nippon Kokan      | Susumi Chida       |
| Nippon Steel      | Masashi Watanabe   |
| Toyo Kogyo        | Kenzō Ōhashi       |
| Yanmar Diesel     | Kenji Onitake      |

## Classifica finale
|                     | Pos. | Squadra           | Pt | G  | V | N | P  | GF | GS | DR  |
| ------------------- | ---- | ----------------- | -- | -- | - | - | -- | -- | -- | --- |
| Giappone (bandiera) | 1.   | Yanmar Diesel     | 22 | 14 | 9 | 4 | 1  | 32 | 13 | +19 |
|                     | 2.   | Mitsubishi HI     | 18 | 14 | 7 | 4 | 3  | 32 | 12 | +20 |
|                     | 3.   | Nippon Steel      | 18 | 14 | 8 | 2 | 4  | 34 | 23 | +11 |
|                     | 4.   | Hitachi           | 18 | 14 | 7 | 4 | 3  | 18 | 17 | +1  |
|                     | 5.   | Furukawa Electric | 15 | 14 | 5 | 5 | 4  | 24 | 24 | 0   |
|                     | 6.   | Toyo Kogyo        | 10 | 14 | 3 | 4 | 7  | 11 | 17 | -8  |
|                     | 7.   | Nippon Kokan      | 8  | 14 | 2 | 4 | 8  | 11 | 23 | -12 |
|                     | 8.   | Nagoya Bank       | 3  | 14 | 0 | 3 | 11 | 10 | 43 | -33 |

Legenda:

      Campione del Giappone e ammessa in Coppa dell'Imperatore 1971

      Ammesse in Coppa dell'Imperatore 1971

      Scioglimento
Note:
Due punti a vittoria, uno a pareggio, zero a sconfitta.
Nagoya Bank annulla l'iscrizione alla Japan Soccer League dopo aver perso gli spareggi promozione-salvezza

## Risultati

### Tabellone
|                   | Toy  | MHI  | Hit  | Yan  | Fur  | Nip  | Nkk  | Nag  |
| ----------------- | ---- | ---- | ---- | ---- | ---- | ---- | ---- | ---- |
| Yanmar Diesel     | –––– | 1-1  | 4-3  | 0-1  | 3-2  | 2-1  | 2-0  | 4-0  |
| Mitsubishi HI     | 1-1  | –––– | 2-3  | 7-0  | 3-0  | 1-0  | 0-1  | 2-2  |
| Nippon Steel      | 2-2  | 0-2  | –––– | 0-1  | 3-3  | 2-1  | 2-0  | 7-0  |
| Hitachi           | 0-0  | 2-1  | 2-4  | –––– | 0-2  | 0-0  | 3-0  | 4-1  |
| Furukawa Electric | 0-3  | 1-1  | 2-4  | 1-1  | –––– | 2-2  | 1-0  | 3-0  |
| Toyo Kogyo        | 1-2  | 0-4  | 1-0  | 0-0  | 1-2  | –––– | 1-2  | 1-0  |
| Nippon Kokan      | 1-3  | 1-2  | 1-2  | 1-3  | 1-1  | 0-0  | –––– | 1-1  |
| Nagoya Bank       | 0-5  | 0-5  | 1-2  | 0-1  | 2-4  | 0-2  | 2-2  | –––– |

### Spareggi promozione/salvezza
|                  |     |                  | Città e data                 |
| ---------------- | --- | ---------------- | ---------------------------- |
| Nippon Kokan     | 2-2 | Tanabe Pharma    | Tokyo, 12 dicembre 1971      |
| Nagoya Bank      | 0-0 | Towa Real Estate | Ichinomiya, 12 dicembre 1971 |
|                  |     |                  |                              |
| Tanabe Pharma    | 0-0 | Nippon Kokan     | Osaka, 19 dicembre 1971      |
| Towa Real Estate | 1-0 | Nagoya Bank      | Nagoya, 18 dicembre 1971     |

## Statistiche

### Classifiche di rendimento
| \| Andata \| Andata \| Ritorno \| Ritorno \| \| \| \| \| \| \| Yanmar Diesel \| 12 \| Yanmar Diesel \| 10 \| \| Nippon Steel \| 10 \| Mitsubishi HI \| 10 \| \| Hitachi \| 9 \| Hitachi \| 9 \| \| Mitsubishi HI \| 8 \| Nippon Steel \| 8 \| \| Furukawa Electric \| 7 \| Furukawa Electric \| 8 \| \| Nippon Kokan \| 5 \| Toyo Kogyo \| 6 \| \| Toyo Kogyo \| 4 \| Nippon Kokan \| 3 \| \| Nagoya Bank \| 2 \| Nagoya Bank \| 1 \| |        |                   |         |
| Andata | Andata | Ritorno           | Ritorno |
| |        |                   |         |
| Yanmar Diesel | 12     | Yanmar Diesel     | 10      |
| Nippon Steel | 10     | Mitsubishi HI     | 10      |
| Hitachi | 9      | Hitachi           | 9       |
| Mitsubishi HI | 8      | Nippon Steel      | 8       |
| Furukawa Electric | 7      | Furukawa Electric | 8       |
| Nippon Kokan | 5      | Toyo Kogyo        | 6       |
| Toyo Kogyo | 4      | Nippon Kokan      | 3       |
| Nagoya Bank | 2      | Nagoya Bank       | 1       |

### Primati stagionali
| Record - Maggior numero di vittorie: Yanmar Diesel (9) - Minor numero di sconfitte: Yanmar Diesel (1) - Miglior attacco: Nippon Steel (34) - Miglior difesa: Mitsubishi HI (12) - Miglior differenza reti: Mitsubishi HI (+20) - Maggior numero di pareggi: Furukawa Electric (5) - Minor numero di pareggi: Nippon Steel (2) - Maggior numero di sconfitte: Nagoya Bank (11) - Minor numero di vittorie: Nagoya Bank (0) - Peggior attacco: Nagoya Bank (10) - Peggior difesa: Nagoya Bank (43) - Peggior differenza reti: Nagoya Bank (-44) |

### Classifica marcatori
| Gol |  |  | Giocatore          | Squadra       |
| --- |  |  | ------------------ | ------------- |
| 11  |  |  | Kunishige Kamamoto | Yanmar Diesel |
| 10  |  |  | Ichirō Hosotani    | Mitsubishi HI |
| 8   |  |  | Daishirō Yoshimura | Yanmar Diesel |
| 8   |  |  | Tadahiko Ueda      | Nippon Steel  |